# 계수-퇴화차수 정리

계수-퇴화차수 정리의 시각적 표현

선형대수학에서 계수-퇴화차수 정리(영어: rank-nullity theorem)는 행렬의 상과 핵의 차원의 관계에 대한 정리이다.

## 정의
선형 변환 {\displaystyle T\colon V\to W}의 정의역 {\displaystyle V}가 유한 차원 벡터 공간이라고 하자. 그렇다면, 다음의 계수-퇴화차수 정리가 성립한다.
{\displaystyle \dim \operatorname {im} T+\dim \ker T=\dim V}
여기서 {\displaystyle \dim }은 차원이며, {\displaystyle \operatorname {im} T}는 {\displaystyle T}의 상이며, {\displaystyle \ker T}는 {\displaystyle T}의 핵이다. 상의 차원을 계수라고 한다. 이를 다음과 같이 표기하자.
{\displaystyle \operatorname {rank} T=\dim \operatorname {im} T}
핵의 차원을 퇴화차수라고 한다. 이를 다음과 같이 표기하자.
{\displaystyle \operatorname {nul} T=\dim \ker T}
그렇다면, 계수-퇴화차수 정리를 다음과 같이 다시 쓸 수 있다.:71
{\displaystyle \operatorname {rank} T+\operatorname {nul} T=\dim V}

## 증명
사실, 계수-퇴화차수 정리는 벡터 공간의 제1 동형 정리
{\displaystyle V/\ker T\cong \operatorname {im} T}
의 자명한 따름정리이다. 이를 의존하지 않는 한 가지 증명은 다음과 같다.:71 {\displaystyle \dim V=n}이라고 하자. {\displaystyle \ker T}의 기저 {\displaystyle \{v_{1},v_{2},\dots ,v_{r}\}}({\displaystyle r\leq n})를 취한 뒤, 이를 확장하여 {\displaystyle V}의 기저 {\displaystyle \{v_{1},v_{2},\dots ,v_{r},v_{r+1},\dots ,v_{n}\}}을 만들자. 정리를 증명하려면, {\displaystyle \{Tv_{r+1},Tv_{r+2},\dots ,Tv_{n}\}}이 {\displaystyle \operatorname {im} T}의 기저를 이룸을 보이는 것으로 족하다. 이를 보이려면, 다음 두 명제를 증명하기만 하면 된다.
- {\displaystyle \{Tv_{r+1},Tv_{r+2},\dots ,Tv_{n}\}}은 선형 독립이다.
  - 증명: {\displaystyle \sum _{j=r+1}^{n}a_{j}Tv_{j}=0}이며 {\displaystyle a_{r+1},a_{r+2},\dots ,a_{n}\in K}라고 하자. 선형 변환의 성질에 따라 {\displaystyle T\left(\sum _{j=r+1}^{n}a_{j}v_{j}\right)=0}이며, {\displaystyle \ker T}의 정의에 따라 {\displaystyle \sum _{j=r+1}^{n}a_{j}v_{j}\in \ker T}이다. {\displaystyle \{v_{1},v_{2},\dots ,v_{r}\}}가 {\displaystyle \ker T}의 기저이므로, {\displaystyle \sum _{j=r+1}^{n}a_{j}v_{j}=\sum _{k=1}^{r}a_{k}v_{k}}인 {\displaystyle a_{1},a_{2},\dots ,a_{r}\in K}가 존재한다. 따라서, {\displaystyle \sum _{k=1}^{r}a_{k}v_{k}-\sum _{j=r+1}^{n}a_{j}v_{j}=0}인데, {\displaystyle \{v_{1},v_{2},\dots ,v_{n}\}}이 {\displaystyle V}의 기저이므로, 선형 독립이다. 따라서 {\displaystyle a_{1}=a_{2}=\dots =a_{n}=0}이며, 특히 {\displaystyle a_{r+1}=a_{r+2}=\cdots =a_{n}=0}이다.
- {\displaystyle \{Tv_{r+1},Tv_{r+2},\dots ,Tv_{n}\}}은 {\displaystyle \operatorname {im} T}를 선형 생성한다.
  - 증명: {\displaystyle w\in \operatorname {im} T}라고 하자. 그렇다면, {\displaystyle \operatorname {im} T}의 정의에 따라 {\displaystyle w=Tv}인 {\displaystyle v\in V}가 존재한다. 이 {\displaystyle v}는 기저 {\displaystyle \{v_{1},v_{2},\dots ,v_{n}\}}의 선형 결합으로 표현할 수 있다. 즉, {\displaystyle v=\sum _{i=1}^{n}b_{i}v_{i}}인 {\displaystyle b_{1},b_{2},\dots ,b_{n}\in K}가 존재한다. 따라서 {\displaystyle w=Tv=\sum _{i=1}^{n}b_{i}Tv_{i}}인데, {\displaystyle v_{1},v_{2},\dots ,v_{r}\in \ker T}이므로, {\displaystyle Tv_{1}=Tv_{2}=\cdots =Tv_{r}=0}이다. 즉, {\displaystyle w=\sum _{i=r+1}^{n}b_{i}Tv_{i}}이다. 즉, 임의의 {\displaystyle w\in \operatorname {im} T}는 {\displaystyle \{Tv_{r+1},Tv_{r+2},\dots ,Tv_{n}\}}의 선형 결합으로 표현할 수 있다.

이에 따라, {\displaystyle \{Tv_{r+1},Tv_{r+2},\dots ,Tv_{n}\}}은 {\displaystyle \operatorname {im} T}의 기저가 맞으며, 이로써 계수-퇴화차수 정리가 증명되었다.

## 참고 문헌
1. 1 2  Hoffman, Kenneth (1971). 《Linear Algebra》 (영어) 2판. Upper Saddle River, New Jersey: Prentice-Hall. ISBN 0-13-536797-2.